# SOCS6
SOCS6‏ (Suppressor of cytokine signaling 6) هوَ بروتين يُشَفر بواسطة جين SOCS6 في الإنسان.